# دتومیدین
دتومیدین (انگلیسی: Detomidine) یک مشتق از ایمیدازول و آگونیست α۲ آدرنرژیک است که به عنوان یک آرام‌بخش حیوانات بزرگ، عمدتاً در اسب‌ها استفاده می‌شود. این دارو معمولاً به صورت نمک دتومیدین هیدروکلراید موجود است. دتومیدین یک داروی نسخه‌ای است که در دسترس دامپزشکان است که با نام‌های تجاری مختلف فروخته می‌شود.

## ویژگی‌ها
دتومیدین یک آرام‌بخش با خواص ضد درد است. آگونیست‌های α۲-آدرنرژیک اثرات آرام بخش و ضد درد وابسته به دوز تولید می‌کنند که با فعال شدن گیرنده‌های α۲ کاتکول آمین انجام می‌شود، بنابراین پاسخ بازخورد منفی را القا می‌کند و تولید انتقال‌دهنده‌های عصبی تحریکی را کاهش می‌دهد. به دلیل مهار سیستم عصبی سمپاتیک، دتومیدین همچنین دارای اثرات قلبی و تنفسی و اثر ضد ادراری است.

## اثرات
بی‌حالی عمیق و پایین آوردن مشخص سر با کاهش حساسیت به محرک‌های محیطی (صدا، درد و غیره) با دتومیدین دیده می‌شود. یک دوره کوتاه کاهش هماهنگی مشخصاً با بی حرکتی و یک موضع محکم همراه با باز شدن پاهای جلو همراه است. پس از تجویز یک افزایش اولیه در فشارخون، به دنبال آن برادی‌کاردی و بلوک دهلیزی درجه دوم وجود دارد (این مورد در اسب‌ها پاتولوژیک نیست). اسب معمولاً بیش از حد عرق می‌کند، به خصوص در پهلوها و گردن. سایر عوارض جانبی گزارش شده شامل نعوظ پیلو (ایستادن موها)، آتاکسی، ترشح بزاق، لرزش خفیف ماهیچه‌ای و (به ندرت) افتادگی آلت تناسلی است.